# Wisselaar
De Wisselaar is een wijk in het het stadsgebied Hoge Vucht in het noorden van Breda.
De Wisselaar wordt begrensd door:
- De sportfaciliteiten aan de Terheijdensweg in het Westen aan de sportboulevard De Wisselaar met zwembad de Wisselaar, overdekte ijsbaan, racketcentrum etc. in onder andere Schaats- en Racketcentrum Breda
- De tweebaans laan Groenendijk in het Zuiden
- Het Park Hoge Vucht in het Oosten
- De Lage Vuchtpolder in het Noorden

Alle straten in de Wisselaar zijn vernoemd naar een Vlaamse dorpsnaam zoals Hoboken, Petegem, Deinze en Wommelgem. De wijk kenmerkt zich door een aaneenschakeling van lange rijen doorzonwoningen (meer huur dan koop) omzoomd door veel groen met aan de oostkant de koopflats aan de Hobokenstraat. Om het eentonige straatbeeld te doorbreken zijn in de jaren 90 een aantal projecten gerealiseerd met bungalows en kleine appartementgebouwen. In de jaren rond 2010 staat opnieuw een opknapbeurt gepland.
De Wisselaar is van origine een echte arbeiderswijk met enerzijds autochtone Bredanaars en anderzijds allochtone Bredanaars van Indische, Molukse, Ambonese, Marokkaanse, Antilliaanse en Turkse afkomst. Als gevolg van de modernisering (koopflats, bungalows, appartementgebouwen) telt de buurt momenteel ook veel mensen met een modaal inkomen tot het dubbele daarvan.
In de wijk staat de Mattheüskerk en gemeenschapscentrum De Wegwijzer. Ook is er de Rk. basisschool de Wisselaar en de basisschool de Samenloop gevestigd. Tevens is er een vestiging van het Vitalis College. Ook is er een gezondheidscentrum.
Bij Park Hoge Vucht is er de kinderboerderij Breda Noord gevestigd.